# اسلوبودان میلوشویچ
اسلوبودان میلوشویچ  (زاده ۲۰ اوت ۱۹۴۱ (میلادی)، پوژارواتس، یوگسلاوی (اکنون در صربستان) – درگذشته ۱۱ مارس ۲۰۰۶، لاهه، هلند) سیاستمدار صرب و یوگسلاو بود. سیاست‌های ملی‌گرایانهٔ او به عنوان رهبر حزب و رئیس‌جمهور صربستان (۱۹۸۹ تا ۱۹۹۷) در نهایت به فروپاشی جمهوری فدرال سوسیالیستی یوگسلاوی در ۱۹۹۲ منتهی شد. او صربستان را وارد درگیری‌هایی با کشورهای بالکان کرد. از ۱۹۹۷ تا ۲۰۰۰ رئیس‌جمهور جمهوری فدرال یوگسلاوی بود.
پس از انتخابات جنجالی در سپتامبر ۲۰۰۰ و در پی اعتراضات گسترده مردمی، میلوشویچ مجبور به کناره‌گیری از قدرت شد. در ۳۱ مارس ۲۰۰۱، میلوشویچ به اتهام فساد، اختلاس و سوء استفاده از قدرت دستگیر شد، اما شواهد علیه او کافی نبود و تحقیقات اولیه به نتیجه‌ای نرسید. زوران جینجیچ، نخست‌وزیر وقت صربستان، میلوشویچ را به اتهام دست داشتن در جنایات جنگی در جنگ‌های داخلی کرواسی، بوسنی و کوزوو به دادگاه بین‌المللی لاهه تسلیم کرد. میلوشویچ در ۵ سال رسیدگی دادگاه لاهه حاضر به پذیرش یا برگزیدن وکیل نشد و عاقبت پیش از پایان محاکمه در زندان لاهه درگذشت.
در سال ۲۰۱۰ وبسایت life میلوشویچ را در زمره بدترین دیکتاتورهای جهان فهرست بندی کرد.

## کودکی و جوانی
| متن alt تصویر چپ                                      |  | متن alt تصویر راست |
| مادر میلوشویچ در کنار دو فرزندش: بوریسلاو و اسلوبودان |  | پدر میلوشویچ       |

اسلوبودان میلوشویچ در ۲۰ اوت ۱۹۴۱، در شهر پوژارواتس واقع در صربستان کنونی، از پدر و مادری اهل مونته‌نگرو به دنیا آمد. او دومین پسر سوتوزار و استانیسلاوا میلوشویچ بود. پدر و مادرش از نظر اعتقادی با هم تفاوت بسیار داشتند. پدرش کشیشی متعصب و مادرش کمونیستی متعصب بود. هنوز اسلوبودان کودک بود که پدر و مادرش از هم جدا شدند و پدر برای زندگی به مونته‌نگرو رفت. بچه‌ها در کنار مادر در پوژارواتس ماندند. اسلوبودان در ۱۸ سالگی خانه را ترک کرد تا به دانشگاه بلگراد برود و درس حقوق بخواند. در دانشگاه به حزب کمونیست یوگسلاوی (که از سال ۱۹۶۳ به بعد اتحادیه کمونیست‌های یوگسلاوی (LCY) نامیده می‌شد) پیوست. در سال ۱۹۶۲، زمانی که اسلوبودان ۲۱ ساله بود، پدرش با شلیک گلوله به زندگی خود پایان داد. در سال ۱۹۶۴ از دانشگاه فارغ‌التحصیل شد. بعد از فارغ‌التحصیلی با این که در رشتهٔ حقوق تحصیل کرده بود، به عنوان مشاور اقتصادی و خدمات اطلاع‌رسانی در دولت بلگراد مشغول به کار شد.

## ازدواج با میریانا مارکویچ
میلوشویچ در سال ۱۹۶۵ با محبوب دوران کودکی‌اش، میریانا مارکوویچ، ازدواج کرد.پدر و مادر میریانا، از کمونیست‌های جنبش مقاومت یوگسلاوی در جنگ جهانی دوم بودند. گفته می‌شود که مادر میریانا در سال ۱۹۴۳ به دست گشتاپو افتاد و زیر شکنجه اعترافاتی کرد. او در نهایت اعدام شد. برخی آلمانی‌ها را مسئول اعدام او می‌دانند، برخی دیگر معتقدند او پس از جنگ، به اتهام خیانت به جنبش، به فرمان پدرش اعدام شد. میریانا تا سال‌ها بعد به یاد مادرش گل ابریشمی سیاهی به موهایش می‌زد و نام میرا (نام مستعار مادرش) را بر خود گذاشت. میرا کمونیستی پروپاقرص بود. در هفده سالگی ریاست کمیتهٔ جوانان مدرسه را بر عهده داشت و در همین کمیته بود که با اسلوبودان آشنا شد. پیوند عاطفی میان اسلوبودان و میرا به سرعت برقرار شد. هر دو برای ادامهٔ تحصیل به دانشگاه بلگراد رفتند. اسلوبودان در رشتهٔ حقوق تحصیل کرد و میرا در رشتهٔ جامعه‌شناسی. آنها در سال ۱۹۶۵ ازدواج کردند و این ازدواج تا پایان عمر میلوشویچ در زندان لاهه دوام داشت. آنها صاحب دو فرزند بودند:مارکو و ماریا.
میریانا مارکویچ، در رشتهٔ جامعه‌شناسی مدرک دکتری گرفت و در دانشگاه بلگراد مشغول به تدریس شد. او رهبر حزب نئوکمونیست یوگسلاوی نیز بود. از سال ۱۹۸۹ تا سال ۲۰۰۰ که همسرش در مصدر قدرت بود، چنان نفوذی در سیاست داشت که منتقدانش او را لیدی مکبث بالکان خواندند، گرچه او همواره اتهام دخالت در سیاست و «رئیس‌جمهور در سایه» بودن را رد می‌کرد اما کمتر کسی تردید دارد که حزب چپ یوگسلاوی به رهبری مارکویچ و حزب سوسیالیست صربستان به رهبری میلوشویچ در اعمال قدرت هم‌پیمان بودند. در دههٔ ۹۰، مارکویچ خاطراتش را در روزنامه‌های موافق دولت وقت چاپ می‌کرد. در این یادداشت‌ها اغلب اقدامات بعدی میلوشویچ پیش‌بینی می‌شد. بسیار برخی بر این باورند که او در قتل اسلاوکو چوروویا، سردبیر روزنامه‌ای در بلگراد، و ناپدید شدن ایوان استامبولیچ در سال ۲۰۰۰، دست داشته‌است. در سال ۲۰۰۳ به فساد متهم شد و همراه پسرش مارکو به مسکو گریخت و درخواست پناهندگی سیاسی کرد. او عاقبت در آوریل ۲۰۱۹، در سن ۷۶ سالگی در بیمارستانی واقع در سوچی، شهری ساحلی در کنار دریای سیاه، درگذشت.

## ورود به سیاست
ورود اسلوبودان میلوشویچ به دنیای سیاست نسبتاً دیر رخ داد. پیش از آن مشاغلی در زمینهٔ مدیریت و اقتصاد را بر عهده داشت. یوگسلاوی پس از مرگ تیتو دستخوش ناآرامی بود. شش جمهوری یوگسلاوی و دو استان خودمختار، روابط خصمانه‌ای با یکدیگر داشتند. در این سال‌ها، میلوشویچ دستی در سیاست نداشت. در سال ۱۹۶۸ نایب‌رئیس یک شرکت دولتی گاز به نام «تکنوگاز» شد. در ۱۹۷۲ رئیسِ وقتِ شرکت، ایوان استامبولیچ، که از قضا دوست و هم‌دانشکدهٔ قدیمی‌اش هم بود، از مقام خود استعفا کرد تا ریاست اتاق بازرگانی بلگراد را بر عهده بگیرد؛ میلوشویچ به جای او بر کرسی ریاست نشست. سابقهٔ آشنایی اسلوبودان میلوشویچ و ایوان استامبولیچ به دانشکدهٔ حقوق برمی‌گردد. ایوان از طبقهٔ نوظهوری بود که میلوان جیلاس آنها را «طبقهٔ جدید» نامید - یعنی طبقهٔ الیت کمونیست یوگسلاوی. عمویش پتر استامبولیچ زمانی رئیس‌جمهور صربستان و رئیس حزب بود، بنابراین ایوان در طی کردن پله‌های ترقی در سیاست راه دشواری در پیش نداشت. بسیاری بر این باورند، استامبولیچ نقش مؤثری در پیشرفت میلوشویچ در عرصهٔ سیاست داشت. در سال ۱۹۷۵ که استامبولیچ نخست‌وزیر جمهوری صربستان شد میلوشویچ را به ریاست یکی از بانک‌های مهم بلگراد به نام بئوبانکا گماشت. در ۱۹۸۲ که استامبولیچ رهبر حزب کمونیست بلگراد شد، میلوشویچ را هم وارد کمیتهٔ اجرایی حزب کرد. دو سال بعد، استامبولیچ به رهبری حزب کمونیست صربستان رسید و مقام سابقش را به میلوشویچ داد. در ۱۹۸۶، استامبولیچ رئیس‌جمهور صربستان شد و میلوشویچ رهبر حزب کمونیست صربستان. به این ترتیب دو یار قدیمی، در این سال‌ها صربستان را در ید قدرت خود داشتند. اما در سپتامبر ۱۹۸۷، میلوشویچ در مقابل رفیق دیرین خود، استامبولیچ، قد علم کرد. او در یکی از جلسات اتحادیهٔ کمونیست‌های صربستان، آشکارا به استامبولیچ، دراگیشا پاولویچ، رئیس حزب بلگراد، و استراتژی کلی اتحادیه پس از مرگ تیتو تاخت. قدرت‌طلبی میلوشویچ چیزی از یک کودتای درون‌حزبی کم نداشت. استامبولیچ، ده هفتهٔ دیگر در سمت خود باقی ماند، اما قدرت اثرگذاری خود را بر سیاست‌های حزب از دست داده بود. عاقبت در ۱۴ دسامبر ۱۹۸۷ از سمت خود عزل شد.
شیوهٔ پوپولیستی که میلوشویچ در سیاست‌ورزی در پیش گرفته بود در صربستان تازگی داشت. او مقامات حزب را نادیده می‌گرفت و مستقیماً با مردم صربستان طرف صحبت می‌شد و آنها را دعوت به «انقلاب ضدبوروکراتیک» می‌کرد. او با استفاده از محبوبیت روزافزونش استامبولیچ را از میدان به در کرد. او به عنوان رئیس حزب از دولت فدرال مرکزی خواست دو استان خودمختار وویوودینا و کوزوو را به صربستان واگذارد. کوزوو از سال ۱۹۷۴ استقلال کامل داشت و از حقوقی مشابه با شش جمهوری دیگر جمهوری فدرال یوگسلاوی برخوردار بود. در ماه مارس ۱۹۸۹، میلوشویچ درخواست داد ماده‌ای به قانون اساسی صربستان اضافه شود که حقوق کوزوو را تا حد زیادی محدود می‌کرد. این برنامه بخشی از کمپین ملی‌گرایانهٔ میلوشویچ برای رسیدن به صربستان بزرگ بود.
سرانجام میلوشویچ رئیس‌جمهور صربستان شد و تصمیم به ابطال خودمختاری کوزوو گرفت. او هدف نهایی خود را تأسیس «صربستان بزرگ» اعلام کرده بود. هدفی که برای نیل به آن جان هزاران مسلمان و غیر صرب را گرفت.

## محاکمه
در ۲۴ مه ۱۹۹۹، در دادگاه بین‌المللی لاهه، اسلوبودان میلوشویچ به جنایت علیه بشریت و جنایت جنگی در قلمروی کوزوو، پس از ژانویهٔ ۱۹۹۹ متهم شد. در ۸ اکتبر ۲۰۰۱، اتهام جنایت علیه بشریت و جنایت جنگی در قلمروی کرواسی از اوت ۱۹۹۱ تا ژوئن ۱۹۹۲ به اتهامات او افزوده شد. در ۲۲ نوامبر ۲۰۰۱، به نسل‌کشی، جنایت علیه بشریت و جنایت جنگی در قلمروی بوسنی و هرزگوین از تاریخ ۱ مارس ۱۹۹۲ تا ۳۱ دسامبر ۱۹۹۵ متهم شد. در نهایت، بنا شد هر سه اتهام در دادگاهی واحد رسیدگی شود. در ۲۹ ژوئن ۲۰۰۱ او به بازداشتگاه سازمان ملل متحد منتقل شد. میلوشویچ در دادگاه مقدماتی و در محاکمهٔ اصلی از پذیرش وکیل سر باز زد و مصر بود که خود دفاع از خود را برعهده بگیرد. اولین جلسهٔ دادگاه در ۱۲ فوریهٔ ۲۰۰۲ برگزار شد. تا ۲۵ فوریهٔ ۲۰۰۴ روند ارائهٔ پرونده ادامه یافت و ظرف این مدت دادستان ۳۵۲ شاهد را به دادگاه احضار کرد. وضعیت سلامت میلوشویچ بارها روند دادگاه را به تأخیر انداخت. در مجموع ۶۶ جلسهٔ دادگاه به دلیل وخامت حال میلوشویچ برگزار نشد. در ابتدا قرار بود سه ماه بعد از آخرین جلسهٔ ارائهٔ پرونده، دفاع متهم آغاز شود اما ۵ بار به دلیل نامساعد بودن حال میلوشویچ و یک بار به دلیل بیماری قاضی به تعویق افتاد و در نهایت در تاریخ ۳۱ اوت ۲۰۰۴ روند دفاع آغاز شد. در ۲ سپتامبر ۲۰۰۴، دادگاه دستور داد که به دلیل وخامت حال میلوشویچ وکیلی برای او منصوب شود. در نوامبر ۲۰۰۴، این دستور در دادگاه تجدیدنظر لغو شد. میلوشویچ همچنان مایل بود دفاع خود را برعهده بگیرد. در ۱۲ دسامبر ۲۰۰۵، میلوشویچ درخواست کرد برای درمان به روسیه اعزام شود اما این درخواست در ۲۳ فوریهٔ ۲۰۰۶ رد شد. استدلال قضات در رد این درخواست این بود که درمان مورد نیاز در هلند هم در دسترس او قرار دارد. در تاریخ ۲ مارس ۲۰۰۶ میلوشویچ به این حکم اعتراض کرد اما ۹ روز بعد و پیش از آن که تجدیدنظری در حکم قبلی صورت بگیرد در زندان لاهه درگذشت. به این ترتیب، با مرگ میلوشویچ، محاکمهٔ ۴ سالهٔ او به اتهام نسل‌کشی، جنایت علیه بشریت و جنایت جنگی ناتمام ماند، در حالی که محاکمه به پایان خود نزدیک شده بود و انتظار می‌رفت تا پایان سال حکم دادگاه اعلام شود.

## بیماری و مرگ

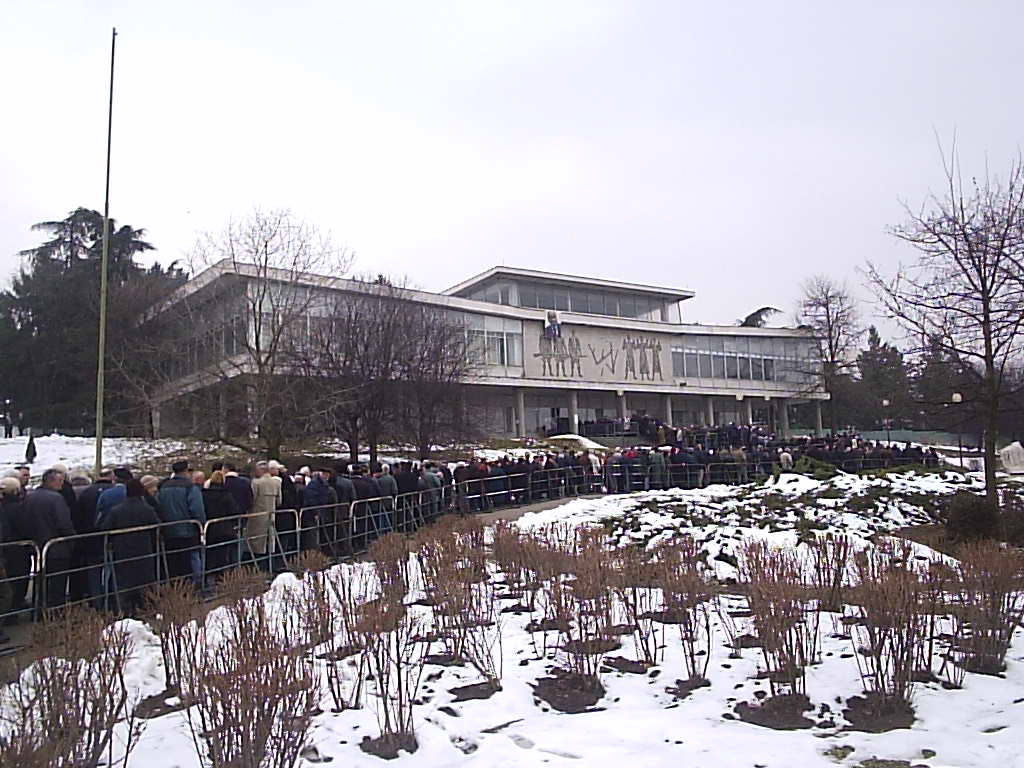
تشییع جنازهٔ میلوشویچ در بلگراد

اسلوبودان میلوشویچ صبح روز ۱۱ مارس ۲۰۰۶ در بازداشتگاه سازمان ملل (UNDU) درگذشت. در گزارش پزشکی قانونی ساعت مرگ بین ۷ تا ۹ صبح اعلام شده‌است. او در سلولش تنها بود.پس از مرگ او، گمانه‌زنی‌های مبنی بر کشته شدن او، به ویژه به وسیلهٔ سم، در رسانه‌ها مطرح شد، اما گزارش پزشکی قانونی تأیید کرد مرگ میلوشویچ بر اثر حمله قلبی بوده‌است. هیچ نشانه‌ای از سم یا مواد شیمیایی که باعث مرگ او شده باشد، در بدن او پیدا نشد.هواداران او گفته‌اند که قطع داروی ضد فشار خون باعث مرگ او شده‌است. ده‌ها هزار تن جنازه میلوشویچ را هنگام انتقال به بلگراد تشییع کردند.

## میراث
آخرین نظرسنجی انجام شده در صربستان پیش از مرگ میلوشویچ، او را در رتبه سومین سیاستمدار محبوب در صربستان پس از رئیس حزب رادیکال صربی تومیسلاو نیکولیچ و رئیس‌جمهور وقت صربستان بوریس تادیچ نشان داد. در فوریه ۲۰۰۷، دیوان بین‌المللی دادگستری صربستان تحت حکمرانی میلوشویچ را از مسئولیت مستقیم بابت وقوع جرایم ارتکابی در جریان جنگ بوسنی تبرئه کرد. رئیس دیوان بین‌المللی دادگستری، به هر روی، اظهار داشت که به نحو قانع کننده ای اثبات شده که رهبری صربستان، و مخصوصاً میلوشویچ، کاملاً از این که وقوع کشتارها محتمل بوده آگاه بوده‌اند. در محکومیت سال ۲۰۱۶ در خصوص رادوان کارادزیچ، این دیوان با اشاره به انتقاد و نارضایتی مکرر میلوشویچ از سیاست‌ها و تصمیمات متهم و رهبری صرب بوسنی، دریافت که «شواهد کافی در این پرونده ارائه نشده که دریابد اسلوبودان میلوشویچ با برنامه رایج [ایجاد مناطق پاکسازی نژادی شده از غیر صرب‌ها]» موافق بوده، گرچه این را نیز ذکر کرد که میلوشویچ از لحاظ کارکنان، تسهیلات و تسلیحات به صرب‌های بوسنی در جریان این منازعه کمک کرد.
در سال ۲۰۱۰, وبسایت لایف میلوشویچ را در فهرست "بدترین دیکتاتورهای جهان" خود قرار داد. او به خاطر جنگ‌های یوگسلاو و سوءاستفاده از قدرت، مخصوصاً در انتخابات‌های ۱۹۹۷ و ۲۰۰۰، همچنان چهره مجادله برانگیزی در صربستان و بالکان است. چهره عمومی اسلوبودان میلوشویچ در صربستان از یک بوروکرات بی‌روح تا مدافع صرب‌ها، در نوسان بوده در حالی که رویکرد منابع غربی از او از اهریمن سازی او به عنوان «قصاب بالکان» تا میلوشویچ به عنوان «ضامن صلح در بالکان» در نوسان بوده‌است.